# Suka Langu
Suka Langu is een bestuurslaag in het regentschap Bengkulu Utara van de provincie Bengkulu, Indonesië. Suka Langu telt 218 inwoners (volkstelling 2010).